# Erica ocellata
Erica ocellata är en ljungväxtart som beskrevs av Guthrie och Bolus. Erica ocellata ingår i släktet klockljungssläktet, och familjen ljungväxter. Inga underarter finns listade i Catalogue of Life.